# Kombinovaná forma
Kombinovaná forma slouží k vytvoření kopie výtvarného díla, zhotoveného z pevného materiálu (kov, kámen apod.). Skládá se z dílů, které jsou vytvářeny z různých materiálů, je kombinací klínové a silikonové formy. Tam, kde tvar umožní odformovat jednodušší části modelu, se nanese sádra, na složitější partie se použije silikon. Všechny části formy jsou při odlévání uloženy v sádrovém velkém klínu. Silikonové části odformování zjednodušují. 